# One of These Days
One of These Days – utwór instrumentalny z 1971 roku brytyjskiego zespołu Pink Floyd. Kompozycja pochodzi z albumu Meddle (1971), który rozpoczyna.

## Struktura utworu
Utwór rozpoczyna dźwięk wiejącego wiatru, z którego wyłania się gitara basowa przepuszczona przez kamerę pogłosową, potem dołącza do niej perkusja i organy grające powtarzające się pasaże i w końcu agresywne solo gitarowe. Utwór dzieli się na dwie części, z których druga jest o wiele bardziej melodyjna i dynamiczna. W codzie utworu muzyka zwija się znów do dźwięku wiejącego wiatru.
W połowie czwartej minuty perkusista Nick Mason wypowiada, głosem zniekształconym przez elektroniczny przetwornik, zdanie: „One of these days, I’m going to cut you into little pieces” (tłum. pewnego dnia potnę cię na małe kawałki).
Według powszechnej legendy utwór został zadedykowany znanemu londyńskiemu prezenterowi radiowemu Jimmy’emu Youngowi, który miał zaleźć członkom grupy Pink Floyd za skórę, często i niewybrednie miał krytykować ich dzieła muzyczne.